# Williot Swedberg
Williot Theo Swedberg (Estocolmo, 1 de febrero de 2004) es un futbolista sueco que juega como centrocampista en el Celta de Vigo de la Primera División de España.

## Trayectoria

### Inicios
Nacido y principalmente criado en Estocolmo, vivió también tres años en Valencia en su niñez. Empezó a jugar al fútbol en el Sickla IF, club local.En 2011, a los siete años, se unió al fútbol base del Hammarby IF. En 2019 estuvo a prueba en el Tottenham Hotspur de la Premier League inglesa.

### Hammarby IF
En 2020 salió cedido al IK Frej de la tercera categoría nacional, donde debutó en el fútbol profesional. Empezó el siguiente año cedido de nuevo, en esta ocasión al Hammarby TFF, de la misma categoría.
El 11 de julio de 2021, tras regresar de su cesión, debutó con el Hammarby IF en la Allsvenskan en una victoria por 5-1 frente al Degerfors IF, entrando como suplente en el minuto 79 y anotando un gol dos minutos después.Tras su debut, atrajo rápidamente el interés de los equipos daneses Brøndby IF y FC Midtjylland.El 12 de agosto renovó con el Hammarby hasta 2024, firmando así su primer contrato profesional. En octubre de 2021 fue nombrado como uno de los 60 grandes talentos del mundo del fútbol nacidos en 2004 según The Guardian.
El 23 de febrero de 2022 estuvo a punto de firmar por el Lokomotiv de Moscú por un traspaso de 4.5M€, pero el fichaje se vio repentinamente cancelado tras la invasión rusa sobre Ucrania que provocó la cancelación del fútbol en el país.Tuvo un gran inicio de año, anotando 5 goles en los primeros 5 partidos de liga y recibiendo el premio a Jugador del Mes en abril.

### Celta de Vigo
El 17 de junio de 2022 se oficializó su incorporación al Celta de Vigo firmando un contrato hasta 2027.Debuta con el equipo varios meses después de su llegada, el 5 de noviembre, al entrar como suplente en la segunda mitad en una derrota por 1-2 frente al CA Osasuna en la Primera División.
Tras una primera temporada complicada en Vigo, donde solo acumuló 51 minutos en Liga y 78 minutos en Copa del Rey, fue uno de los principales señalados en dejar el conjunto olívico en calidad de cedido. Sin embargo, sus buenas actuaciones durante la pretemporada convencieron al nuevo entrenador celeste, Rafa Benítez, que le vio como un buen revulsivo de cara al año del centenario. 
El 1 de septiembre de 2023, durante el encuentro contra la U. D. Almería, marcó su primer gol con la camiseta celeste a los 87 minutos de juego, dándole la primera victoria de la temporada al Celta de Vigo. Al cierre de la 14.ª jornada de Liga estuvo cerca de igualar sus minutos de la campaña pasada, donde acumuló un total de 48 minutos repartidos en seis encuentros, siendo en todos ellos suplente.
Al término de la 32.ª jornada de Liga, Swedberg anotó un total de 4 goles repartidos en 266 minutos, lo que estadísticamente serían 1,35 goles cada 90', convirtiéndolo así en el jugador más efectivo de las cinco grandes ligas europeas.

## Selección nacional
Swedberg anotó en su debut con la selección de fútbol sub-17 de Suecia en una victoria por 3-1 frente a Noruega el 17 de septiembre de 2019.
Tras disputar varios encuentros con las categorías inferiores de su país, el 13 de octubre de 2023, con tan solo 19 años, debutó con la selección sub-21 de Suecia, marcando en el minuto 19 en la victoria por 4-0 frente a Moldavia. El siguiente 8 de junio se estrenó con la absoluta en un amistoso ante Serbia en el que cayeron derrotados.

## Clubes
Actualizado al último partido disputado el 24 de mayo de 2025.
| Club                  | País   | Año       | Partidos | Goles |
| --------------------- | ------ | --------- | -------- | ----- |
| Hammarby IF           | Suecia | 2020-2022 | 40       | 8     |
| IK Frej (cedido)      | Suecia | 2020      | 16       | 0     |
| Hammarby TFF (cedido) | Suecia | 2021      | 11       | 1     |
| Celta de Vigo         | España | 2022-act. | 62       | 10    |